# Joseph Sifakis
Joseph Sifakis (in greco Iωσήφ Σηφάκης?; Candia, 1946) è un informatico greco.
Fu tra i primi a contribuire alla teoria del model checking. Sifakis (insieme con Edmund M. Clarke e E. Allen Emerson) ha ricevuto il Premio Turing nel 2007.